# Antonio del Castillo Saravia
Antonio del Castillo Saravia (nacido en Concepción, 1791, fallecido en 1850) fue un diputado y senador chileno. Hijo de don Juan Manuel Castillo de la Torre y doña María Josefa de Saravia y Ureta. Casado con Ninfa Josefa Valenzuela Torrealba, con quien tuvo una decena de descendientes. 

## Actividad política
- Diputado por Pumanque (7 de diciembre de 1826-enero de 1828).
- Diputado propietario por Curicó (25 de febrero-7 de agosto de 1828).
- Diputado por Curicó en el I Congreso Nacional (6 de agosto de 1828-31 de enero de 1829)
- Senador por Colchagua en el II Congreso Nacional (1 de agosto-6 de noviembre de 1829)